# Observatori Einstein
L'Observatori Einstein (HEAO-2) va ser el primer telescopi d'imatges totalment de raigs X que es va posar a l'espai i el segon dels tres Observatoris d'Astrofísica d'Altes Energies de la NASA. Anomenat HEAO B abans del seu llançament, es va canviar el nom de l'Observatori en honor d'Albert Einstein quan va assolir amb èxit la seva òrbita.

## Instrumentació
L'Observatori Einstein, HEAO-2, va ser llançat el 13 de novembre de 1978, des de Cap Canaveral, Florida, amb un Atlas-Centaur SLV-3D com a coet de reforç en una òrbita gairebé circular amb una alçada lleugerament superior a 500 km. La seva inclinació orbital era de 23,5 graus.
L'Observatori Einstein portava un telescopi de raigs X amb un focus d'elevada incidència que proporcionava un nivell sense precedents de sensibilitat (centenars de vegades millor que l'aconseguit anteriorment) i una resolució angular de segon d'arc de les fonts puntuals i objectes extensos. Tenia instruments sensibles en el rang d'energia des de 0,2 a 3,5 keV. Es va instal·lar una col·lecció de quatre instruments de pla focal al satèl·lit:
- HRI, càmera d'imatges d'alta resolució (High Resolution Imaging), 0,15-3 keV
- IPC, comptador proporcional per crear imatges (Imaging Proportional Counter), 0,4 a 4 keV
- SSS, espectròmetre d'estat sòlid (Solid State Spectrometer), 0,5 a 4,5 keV
- FPCS, espectròmetre de Bragg de cristall de pla focal (Bragg Focal Plane Crystal Spectrometer)
- MPC, comptador proporcional monitor (Monitor Proportional Counter), 1-20 keV
- BBFS, espectròmetre de filtre de banda ampla ( Broad Band Filter Spectrometer)
- OGS, espectròmetre d'objectiu ratllat (Objective grating spectrometer)

El satèl·lit Observatori Einstein va tornar a entrar a l'atmosfera de la Terra i es cremà completament el 25 de març de 1982.